# Hawker Siddeley HS 748
O Hawker Siddeley HS 748 é uma aeronave de tamanho médio desenvolvida pela Avro. Um avião de transporte aéreo com dois motores turbo-propulsores, foi desenvolvida no final dos anos 50 como substituto do DC-3. O seu desenvolvimento concentrou-se na performance, principalmente na característica STOL, e na busca por um mercado dedicado. 380 unidades foram construídas pela Hawker Siddeley. Uma versão alongada, o BAe ATP, entrou em produção limitada.